# Rhopalopterum atricilla
Rhopalopterum atricilla är en tvåvingeart som först beskrevs av Zetterstedt 1838.  Rhopalopterum atricilla ingår i släktet Rhopalopterum och familjen fritflugor. Inga underarter finns listade i Catalogue of Life.